# Amiens
Amiens (Á Miên) là tỉnh lỵ của tỉnh Somme, thuộc vùng Hauts-de-France của nước Pháp, có dân số là 136.000 người (thời điểm 2005).
Thành phố có khoảng cách 120 km (75 dặm) về phía bắc của Paris và 100 km (62 dặm) về phía tây nam của Lille. Đây là thủ phủ của bộ phận Somme ở Hauts-de-France. Theo thống kê năm 2006, thành phố này có dân số 136.105 người.
Nó có một trong những bệnh viện trường đại học lớn nhất ở Pháp với công suất 1.200 giường.
Nhà thờ Amiens, cao nhất trong các nhà thờ lớn cổ điển, Gothic của thế kỷ XIII và lớn nhất ở Pháp thuộc loại này, là Di sản Thế giới. Tác giả Jules Verne sống ở Amiens từ năm 1871 cho đến khi mất vào năm 1905, và phục vụ trong hội đồng thành phố trong 15 năm. Vào tháng 12, thị trấn này là nơi tổ chức lễ Giáng sinh lớn nhất ở miền bắc nước Pháp. Amiens được biết đến với một số thực phẩm địa phương, bao gồm "macarons d'Amiens", bánh quy hạnh nhân dán; "Tuile amienoises", sô cô la và bánh quy cong màu da cam; "Pâté de canard d'Amiens", patê vịt trong bột nhão; "La ficelle Picarde", một loại bánh quy nướng phồng lên lò nướng; Và "flamiche aux poireaux", một loại bánh phô mai làm bằng tỏi và kem.

## Lịch sử
Khu định cư đầu tiên được biết đến ở đây là Samarobriva ("Cầu Somme"), khu định cư trung tâm của Ambiani, một trong những bộ lạc chính của Gaul. Thị trấn được người La Mã gọi là Ambianum, có nghĩa là định cư cho người Ambiani. Amiens là một phần của Francia từ thế kỷ thứ V. Normans đã trục xuất thành phố vào năm 859 và một lần nữa vào năm 882. Năm 1113, thành phố được vua Louis VI công nhận và gia nhập vào vương quốc Pháp vào năm 1185. Năm 1597, quân đội Tây Ban Nha đã giữ thành phố trong cuộc vây hãm 6 tháng của Amiens, Trước khi Henry IV giành lại quyền kiểm soát. Trong thế kỷ XVIII XIX, truyền thống dệt may của Amiens trở nên nổi tiếng với những chiếc váy của nó. Năm 1789, các tỉnh của Pháp đã được dỡ bỏ và lãnh thổ được tổ chức thành các phòng ban. Phần lớn của Picard đã trở thành bộ phận mới được tạo ra của Somme với Amiens làm thủ phủ của phòng ban. Trong cuộc cách mạng công nghiệp, các bức tường thành phố đã bị phá hủy, mở ra không gian cho những đại lộ rộng lớn xung quanh trung tâm thị trấn. Khu phố Henriville ở phía nam thành phố được phát triển vào khoảng thời gian này. Năm 1848, tuyến đường sắt đầu tiên đến Amiens, nối thành phố với Boulogne-sur-Mer. Trong Trận Amiens năm 1870 khi Somme bị các lực lượng Prussian xâm chiếm, Amiens đã bị chiếm đóng.
Thị trấn đã chiến đấu trong suốt cả Thế Chiến thứ Nhất và thứ hai, chịu nhiều thiệt hại và bị chiếm đóng nhiều lần bởi cả hai bên. Trận chiến Amiens năm 1918 là giai đoạn mở đầu của Cuộc tấn công Hằng ngày Hậu quả, dẫn trực tiếp tới cuộc Chiến tranh với Đức kết thúc chiến tranh. Nó bị bom Đánh bom bởi Không quân Hoàng gia trong Thế Chiến thứ Hai. Thành phố được xây dựng lại theo quy hoạch của Pierre Dufau với trọng tâm mở rộng đường phố để giảm bớt tắc nghẽn giao thông. Những cấu trúc mới này chủ yếu được xây dựng bằng gạch, bê tông và đá trắng với mái tôn. Kiến trúc sư Auguste Perret đã thiết kế ga tàu lửa Gare d'Amiens và Tour Perret gần đó.

## Địa lý

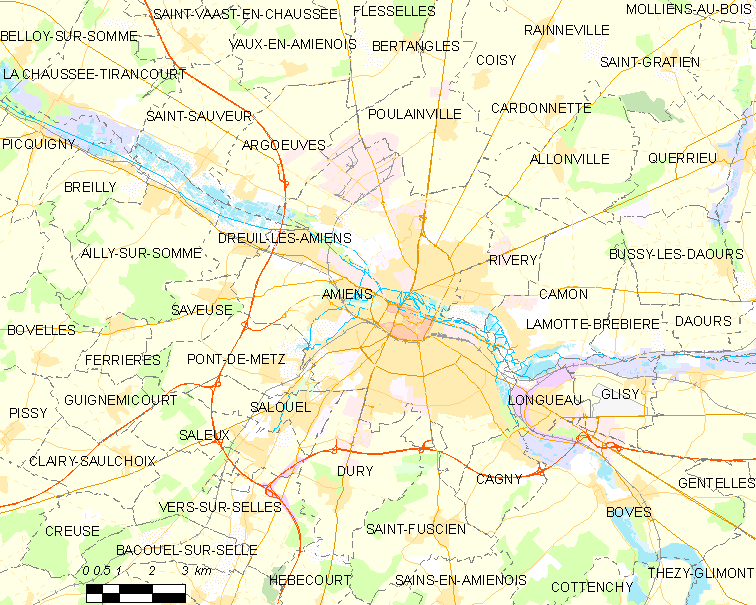
Bản đồ của Amiens và các xã xung quanh

Amiens, quận vùng của Picardy, cũng là quận của Somme, một trong ba phòng ban (với Oise và Aisne) trong khu vực. Nằm ở lưu vực Paris, trên cả nước, thành phố được hưởng lợi từ vị trí địa lý đặc quyền (gần Paris, Paris, Lille, Rouen, Luân Đôn và Brussels). Tại ngã tư của các tuyến đường chính của châu Âu (A1, A16 và A29), thành phố cũng là trung tâm của một ngôi sao đường sắt lớn.
Nằm ở vùng lân cận Le Havre của Rouen, Le Havre là khách sạn dành cho doanh nhân gần Le Bourget,) Từ Reims. Ở cấp độ khu vực, Amiens nằm ở phía Bắc của Beauvais 53 km (33 dặm), cách Saint-Quentin 71 km (44 dặm) về phía Tây, cách Compiègne 66 km (41 mi) và Laon (102 dặm).
Tính theo diện tích, nó là thứ ba trong Somme, sau Crécy-en-Ponthieu và Hornoy-le-Bourg.You 

## Những người con của thành phố
- Clovis Trouille, họa sĩ
- Jean Bauhin, bác sĩ của Johanna của Albret, hoàng hậu của Navarra
- Pál Benkö, kiện tướng cờ vua
- Paul Bourget, nhà văn
- Edouard Branly, nhà vật lý học và là nhà tiên phong trong kĩ thuật vô tuyến
- Jean-Baptiste Joseph Delambre, nhà thiên văn học
- Jean Baptiste Louis de Gresset, nhà thơ
- Edouard Lucas, nhà toán học
- Magnentius, hoàng đế La Mã
- Peter der Einsiedler, nhà truyền đạo trong thời gian của cuộc Thập tự chinh lần thứ nhất
- Vincent Voiture, nhà thơ và nhà văn
- Emmanuel Macron, tổng thống thứ 25 của Pháp